# Павлов, Арсен Сергеевич
Арсе́н (Арсе́ний) Серге́евич Па́влов (позывной — «Моторо́ла»; 2 февраля 1983, Ухта, Коми АССР — 16 октября 2016, Донецк) — участник войны на востоке Украины, командир противотанкового специального подразделения «Спарта» подконтрольной России Донецкой Народной Республики. Полковник вооружённых сил ДНР. Герой Донецкой Народной Республики (2015).
Обвинялся в военных преступлениях, по собственному признанию расстрелял 15 военнопленных. 16 октября 2016 года был убит в результате взрыва самодельного устройства.

## Биография
Родился 2 февраля 1983 года в городе Ухте Коми АССР (РСФСР, СССР).
В 2002 году покинул Ухту и стал служить в Вооружённых силах России. Три года служил в 77-й гвардейской отдельной Московско-Черниговской ордена Ленина Краснознамённой ордена Суворова бригаде морской пехоты как связист, отсюда и его прозвище.
В 2009 году прошёл курс начальной подготовки спасателей в Краснодарском учебном центре федеральной противопожарной службы. Также он обозначил владение такими профессиями, как мраморщик-гранитчик и экструдерщик. После этого устроился рабочим на автомойку в Ростове-на-Дону.
15 марта 2012 года Октябрьским судом Ростова-на-Дону совместно с неким Денисенко был условно приговорён к лишению свободы на полтора года за угон автомобиля без цели хищения с автомойки, на которой они работали. Согласно расследованию Georgian Journal, Моторола, будучи пьян, угнал автомобиль в Ростове-на-Дону, и в полиции ему предложили выбор: либо тюремное заключение, либо отправка в Донбасс.

### Командир «Спарты»

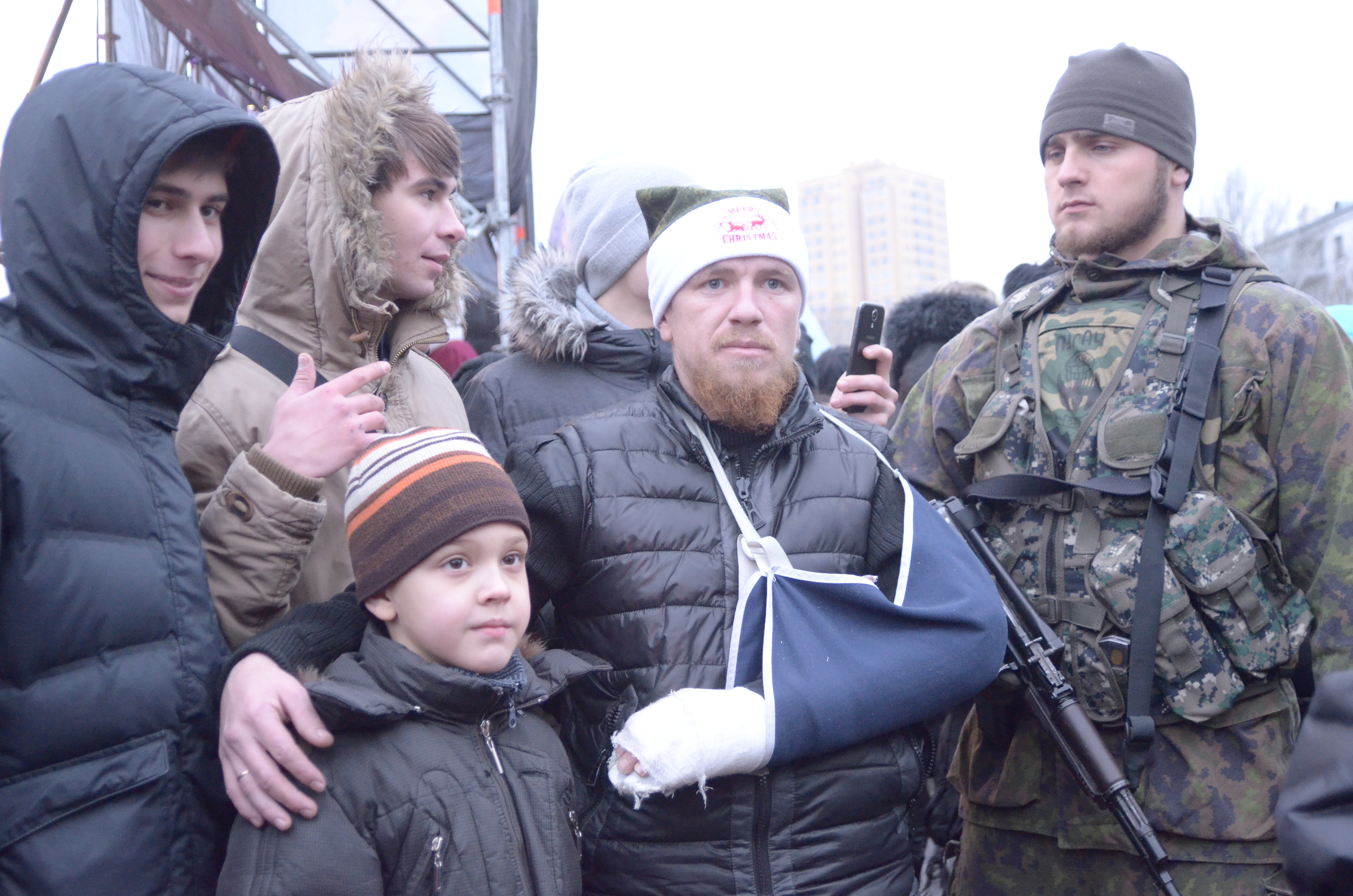
Моторола с ранением руки.
Донецк, 25 декабря 2014 года

В августе 2014 года, после отъезда Игоря Стрелкова в Россию, Моторола возглавил сформированный на базе своего подразделения батальон «Спарта». Название батальону дал сам Моторола, вдохновившись сюжетом игры «Метро 2033». Также на форме батальона используется стилизованная нашивка из серии книг по вселенной «Метро 2033».
Подразделение принимало участие в обороне Славянска, в боях за Иловайск и в затяжной осаде и дальнейшем успешном штурме Донецкого аэропорта в ходе тяжёлых боёв в сентябре-октябре 2014 года. Сообщения в украинских СМИ о гибели Моторолы сам командир подразделения комментировал словами: «Они всё лгут». 11-16 августа 2014 года его отряд принял участие в боях за Миусинск и Красный Луч, а в 20-х числах августа вёл боевые действия в Иловайске, оказывая поддержку сепаратистам под командованием друга и сослуживца Моторолы Михаила Толстых, он же Гиви.
16 января 2015 года Павлов включён в санкционный список Евросоюза (№ 135), ему был запрещён въезд в страны ЕС.
С 9 февраля 2015 года Моторола принимал участие в боях за Дебальцево, занимая позиции в Углегорске. В апреле 2015 года Моторола дислоцировался со своим батальоном в районе Широкина.
9 мая 2015 и 2016 года принимал участие в парадах Победы в Донецке.
Член Союза добровольцев Донбасса, в 2015 году принимал участие в учредительном съезде организации, проходившем в Москве.

### Военные преступления
В феврале 2015 года Служба безопасности Украины предъявила обвинение Павлову по статье 438 УК (нарушение законов и обычаев войны). По словам главы следственного управления СБУ Василия Вовка, освобождённые военнопленные рассказали о том, что Павлов «просто подходил и из пистолета убивал людей».
В начале апреля 2015 года СМИ опубликовали информацию, что Моторола застрелил украинского военнослужащего Игоря Брановицкого, попавшего в плен в Донецком аэропорту 20 января. По рассказам, во время избиения военнопленных сепаратистами Брановицкий назвался пулемётчиком защищавшей аэропорт группы, за что был жестоко избит сепаратистами, мотивировавшими это тем, что «пулемётчик в аэропорту застрелил кого-то из их друзей». Поняв, что перестарались, сепаратисты вызвали скорую помощь, но явившийся в помещение Павлов, увидев избитого Брановицкого и узнав о скорой помощи, дважды выстрелил из пистолета ТТ Брановицкому в голову, сказав: «чтобы не мучился, потому что не доживёт до больницы». После этого Моторола обратился к другим военнопленным ― «Не смотрите, что я такой хороший, я могу кого-то из вас застрелить», и сказал, чтобы пленным принесли немного поесть. По словам другого очевидца, явившийся Моторола сказал: «сейчас я сам его вылечу», застрелил Брановицкого и добавил, что «скорая уже не нужна».
В связи с этими обвинениями из редакции киевской англоязычной газеты «Kyiv Post» обратились к Мотороле за комментариями. Согласно аудиозаписи разговора, распространённой газетой, Моторола ответил: «Да мне похуй вообще, в чём меня обвиняют, веришь нахуй? Я 15 пленных расстрелял. Без комментариев. Хочу — убиваю, хочу — нет».
Член мониторинговой группы «Amnesty International» Кразимир Янков заявил, что у его организации есть свидетели, подтверждающие убийства пленных Моторолой.
Украинская сторона обратилась в Международную организацию уголовной полиции (Интерпол) с просьбой объявить Моторолу в розыск, однако летом 2016 года получила официальный отказ в связи с «политическим характером дела».

### Убийство и похороны
Вечером 16 октября 2016 года Арсен Павлов был убит в лифте дома № 121 по улице Челюскинцев в Донецке, где проживал. Сработало самодельное взрывное устройство, закреплённое на тросе лифта. Вместе с Павловым был убит его телохранитель: несмотря на наличие тяжёлой экипировки, Павлов и телохранитель получили тяжёлые ранения, несовместимые с жизнью, и погибли на месте. Сам Моторола оказался в центре взрыва. В тот же день директор департамента коммуникаций Министерства внутренних дел Украины Артём Шевченко и советник главы Службы безопасности Украины Юрий Тандит подтвердили факт смерти Арсена Павлова в Донецке.

Власти ДНР обвинили в убийстве Моторолы украинские спецслужбы. Позднее, в 2019 году Александр Бородай заявил, что украинская власть не имеет отношения к смерти Моторолы: 
С Моторолой случай специфичный, потому что он относится к категории местных разборок с криминалом. Со стародонецким криминалом, который, так сказать, не очень уютно чувствует себя в нынешнем состоянии в республиках.
В 2024 году The New York Times выяснила, ссылаясь на источники в ЦРУ, что за убийством стояли сотрудники Пятого управления СБУ.
Эксперты указывают, что виновников убийства сложно идентифицировать, но многие источники указывают то, что Павлов был убит агентами РФ с целью убрать возрастающее влияние и удержать прокси-образования в Донбассе под влиянием РФ. Представитель украинских военных Андрей Лысенко предположил, что это убийство может быть использовано сепаратистами в качестве прикрытия для совершения террористических атак на территории Украины.
В связи с убийством Арсена Павлова властями Донецкой Народной Республики был объявлен трёхдневный траур. Прощание прошло 19 октября 2016 года в Донецком театре оперы и балета. Похоронен с воинскими почестями в Донецке на кладбище «Донецкое море». В похоронах Арсена Павлова участвовало более 50 000 жителей города, в том числе в них участвовал глава ДНР Александр Захарченко.
Депутат Государственной думы от партии «Единая Россия» Виталий Милонов предложил назвать его именем детский подростковый клуб, школу или мост в Санкт-Петербурге. В ходе шествия «Бессмертный полк» в Донецке 9 мая 2017 года глава ДНР Александр Захарченко нёс портрет Арсена Павлова, идя рядом с министром доходов и сборов ДНР Александром Тимофеевым, который нёс портрет Михаила Толстых.

### Расследование убийства и суд
19 июня 2024 года фигуранты уголовного дела о покушении на бывшего главу ДНР Александра Захарченко и убийстве Арсена Павлова были осуждены в Ростове-на-Дону. Основного обвиняемого, Александра Погорелова, приговорили к пожизненному заключению в колонии особого режима. Ему вменили восемь статей УК РФ. При этом на одном из заседаний Погорелов заявил, что в ходе следствия он подвергался пыткам. Ещё трое фигурантов этого дела получили сроки в колонии строгого режима: Александр Тимошенко — 12 лет, Василий Чурилов — 13 лет, Артём Ена — 17 лет.
Российские власти обвинили Тимошенко в приготовлении к шпионажу (часть 1 статьи 30 и статья 276 УК), Чурилова — в участии в террористическом сообществе и содействии террористической деятельности (часть 2 статьи 205.4, часть 3 статьи 205.1 УК), Ену — в в содействии террористической деятельности (часть 3 статьи 205.1 УК).

## Награды

### Донецкая Народная Республика
Герой Донецкой Народной Республики (21 февраля 2015 года).
Ордена ДНР:
- После отхода сепаратистов из Славянска и перебазирования их в Донецк министр обороны Донецкой Народной Республики Игорь Стрелков наградил командира сепаратистов с позывным «Моторола» высшей наградой армии ДНР — Георгиевским крестом ДНР[37][38].
- 20 сентября 2014 года в Донецке награждён орденом «За воинскую доблесть» 1-й степени[39][неавторитетный источник].

Медали и знаки ДНР:
- медаль «За оборону Славянска» (ДНР);
- медаль «За боевые заслуги» (ДНР);
- медаль «За оборону Иловайска» (ДНР, октябрь 2016)[40];

### Российская Федерация
- Орден Мужества (Указ Президента Российской Федерации от 18 мая 2022 года № 290, посмертно) — «за мужество, отвагу и самоотверженность, проявленные в ходе выполнения задач по обеспечению защиты прав и свобод соотечественников»[41]. Второй случай награждения в России командиров народных республик Донбасса, ранее преемник Моторолы на посту командира «Спарты» Владимир Жога посмертно получил звание героя России[42];
- медаль «За возвращение Крыма» (2014);
- медаль «За защиту Крыма»;
- знак отличия военнослужащих Северо-Кавказского военного округа «За службу на Кавказе».

## Личная жизнь
Первая жена — Виктория Кондрашова. Проживал в Краснодарском крае. Прожили в браке восемь лет. Сын — Даниил (род. 2007).
11 июля 2014 года женился на 21-летней жительнице Славянска Елене Коленкиной, с которой познакомился двумя месяцами раньше в подвале дома во время артобстрела (по другим данным, отвёз в больницу с ранением; по словам самой Коленкиной, Павлов возил её в больницу с лёгким ранением в руку уже после помолвки). Бракосочетание стало первой официальной свадьбой в ДНР. На свадьбе в качестве приглашённых гостей присутствовали первые лица ДНР, в том числе министр обороны Игорь Стрелков и политический лидер «Народного ополчения Донбасса» Павел Губарев. Событие привлекло интерес многочисленных СМИ, включая The New York Times, радио «Свобода», Daily Mail. На свадьбу Моторола подарил жене белый мини-кроссовер Peugeot 2008. Власти ДНР подарили молодой семье квартиру из банковских фондов республики.
21 апреля 2015 года у супругов родилась дочь Мирослава. Крёстным отцом стал Владимир Жога («Воха»). 2 октября 2016 года у Арсена и Елены родился сын Макар.
Одним из своих «самых близких товарищей последнего десятилетия» называл в 2025 г. Арсена "Моторолу" писатель Захар Прилепин.

## В культуре
- Иосиф Кобзон выступил с песней «Мы из бессмертия», которую посвятил Арсену Павлову, назвав его «нашим земляком»[52].
- Песня «Памяти легендарных комбатов донецкого ополчения Моторолы и Гиви» (Музыка Александра Трушина, слова Ольги Вороновой).
- «Его Батальон» (2017) — документальный фильм Максима Фадеева[53].

## Память

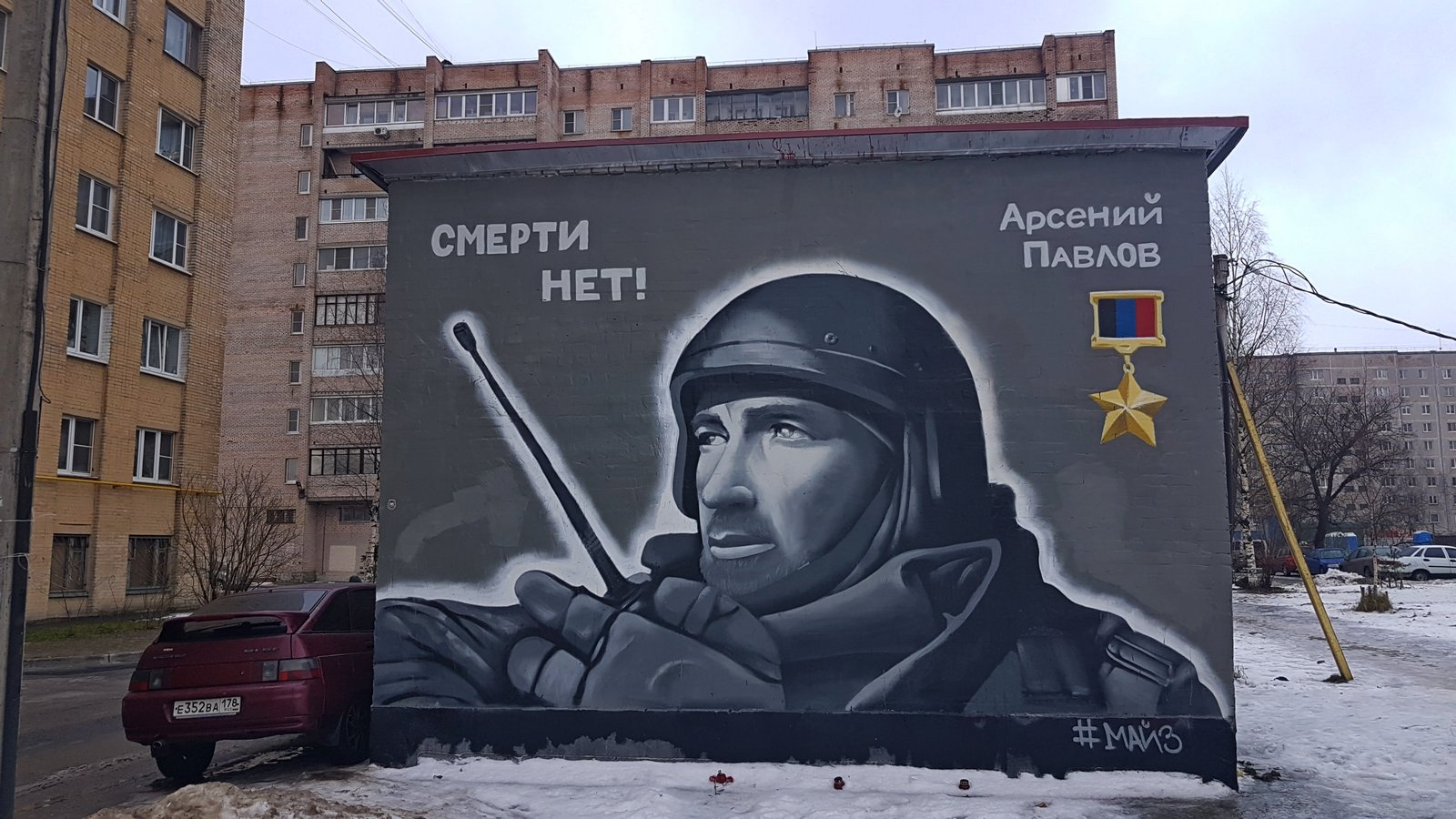
Граффити с Моторолой в посёлке Металлострой

- Граффити с Моторолой в посёлке Металлострой[54]В школе № 13 города Ухты Республики Коми установлена мемориальная доска[55].
- В Донецке именем Павлова А. С. названа площадь и установлен памятный знак[56].
- Памяти Павлова А. С. по решению организаторов был посвящён первый слёт молодёжного военно-патриотического движения «Юнармия», прошедший в Республике Коми[57].

В родном городе Арсения Павлова Ухте (Республика Коми) активисты и общественники обратились в мэрию с просьбой назвать одну из улиц в честь «Героя ДНР». Против этого высказались Глава МОГО «Ухта» Магомед Османов, руководитель местной организации ветеранов Афганистана Александр Шаховцев, а также ряд общественных деятелей, мотивировав решение тем, что официально война между двумя государствами (Россией и Украиной) не ведётся. В итоге в присвоении улицы имени А. Павлова было отказано.